# Natalgräsfågel
Natalgräsfågel (Bradypterus barratti) är en afrikansk fågel i familjen gräsfåglar inom ordningen tättingar.

## Utseende och läte
Natalgräsfågeln är en färglöst brun tätting med lång och kilformad stjärt. Noterbart är ljusgrått ögonbrynsstreck och lätt streckad strupe. Sången, som mestadels hörs september–december, består av två till tre mjuka "tsiit" följt av en ljudlig drill med 15-20 hårda "tchui". Varningslätet är ett gällt, tjippande "tddd-ddr-ddr-ddr-ddr-tt". Knysnagräsfågeln har kortare stjärt, mörkare undersida, mindre tydlig streckning på strupen och avvikande sång.

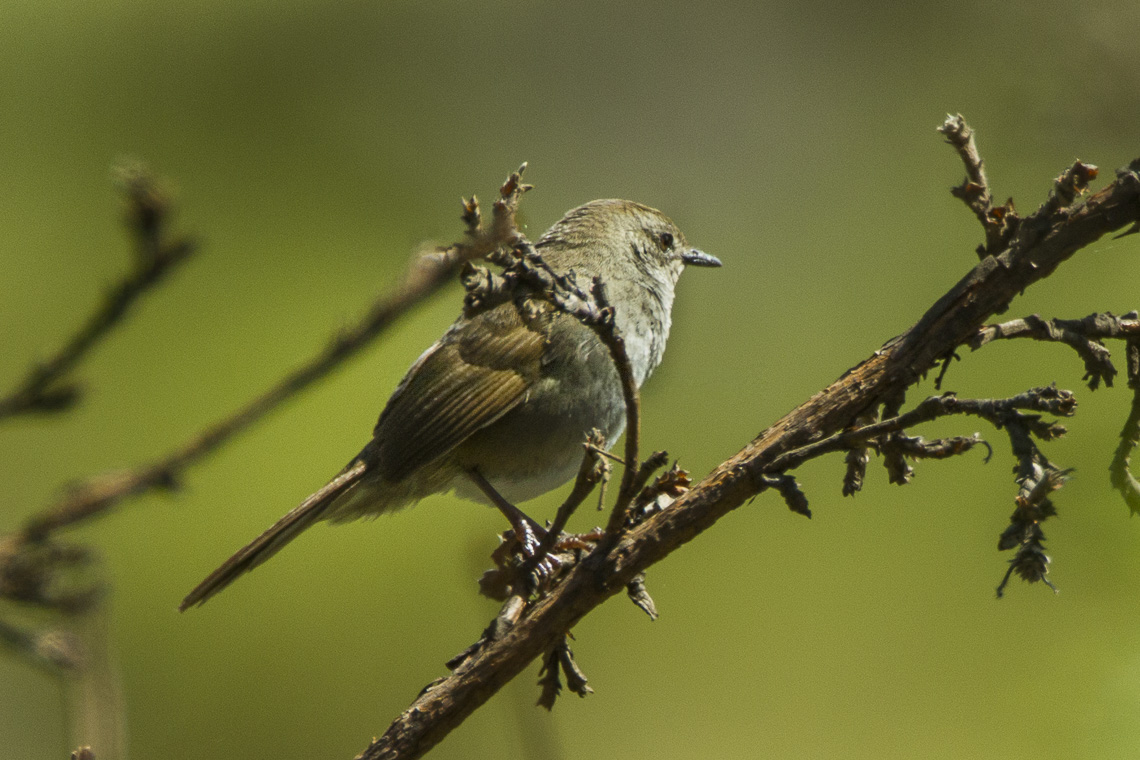

## Utbredning och systematik
Natalgräsfågel förekommer i södra Afrika och delas in i fyra underarter med följande utbredning:
- Bradypterus barratti priesti – östra Zimbabwe och närliggande södra Moçambique
- Bradypterus barratti barratti – nordöstra Sydafrika, Swaziland och sydvästra Moçambique
- Bradypterus barratti cathkinensis - östcentrala Sydafrika (högländer från Östra Kapprovinsen genom KwaZulu-Natals inland till Mpumalanga) och Lesotho
- Bradypterus barratti godfreyi - östra Sydafrika (låglänta delar av KwaZulu-Natal och kustnära Östra Kapprovinsen

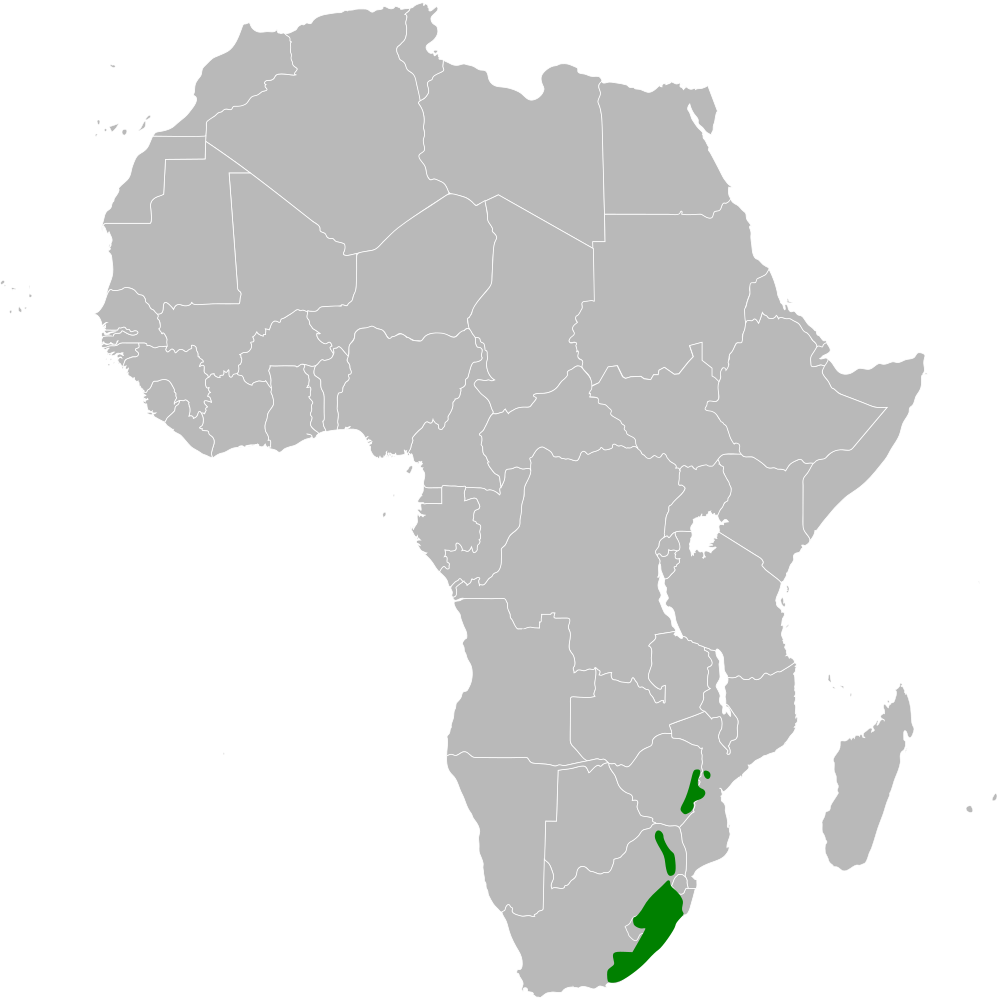
Natalgräsfågelns utbredningsområde.

### Familjetillhörighet
Gräsfåglarna behandlades tidigare som en del av den stora familjen sångare (Sylviidae). Genetiska studier har dock visat att sångarna inte är varandras närmaste släktingar. Istället är de en del av en klad som även omfattar timalior, lärkor, bulbyler, stjärtmesar och svalor. Idag delas därför Sylviidae upp i ett flertal familjer, däribland Locustellidae.

## Levnadssätt
Natalgräsfågeln hittas i tät undervegetation och snår såväl inne i skog som i skogsbryn. Den kan också ses i isolerade buskage, ofta intill rinnande vattendrag. Arten är mycket tillbakadragen och avslöjs vanligen av sina läten. 

## Status och hot
Arten har ett stort utbredningsområde och en stor population med stabil utveckling och tros inte vara utsatt för något substantiellt hot. Utifrån dessa kriterier kategoriserar internationella naturvårdsunionen IUCN arten som livskraftig (LC). Världspopulationen har inte uppskattats men den beskrivs som vanlig i rätt miljö.

## Namn
Fågelns vetenskapliga artnamn hedrar F. A. Barratt (död cirka 1875), samlare av specimen i Transvaal, Sydafrika.